# Jules de Polignac
Jules de Polignac, hrabě z Polignacu ([ʒyl.də.pɔ.li.ɲak]; Jules Auguste Armand Marie; 14. května 1780 – 2. března 1847), poté kníže Polignac a krátce před smrtí 3. vévoda z Polignacu, byl francouzský státník a ultra-monarchistický politik. Pocházel ze šlechtického rodu Polignaců. Krátce působil jako předseda vlády za panování Karla X. těsně před červencovou revolucí v roce 1830, která Karlovu linii rodu Bourbonů svrhla. Byl dvakrát ženat. První žena Barbara Campbellová mu dala dvě děti, jimiž byli dědic titulu Armand (1817–1890) a Seyna-Camille (1818–1833). S druhou manželkou Charlottou de Choiseul měl pět dětí, jimiž byli matematik Alphonse (1826–1863), důstojník Ludovic zvaný Louis (1827–1904), Yolande (1830–1855), americký konfederační generál Camille (1832–1913) a hudební skladatel Edmond (1834–1901), později manžel Winnaretty Singerové.